# 庁
庁（ちょう）
1. 公務員が職務を行う場所、建物、役所、官公庁。
2. 日本の内閣府設置法および国家行政組織法に基づく国家行政機関の一つ。府または省にその外局として置かれる。警察庁や検察庁のように、府、省または外局の特別の機関として置かれる例もある。
3. 日本の地方公共団体（都道府県）の内部組織の一つ。局や部よりも規模の大きい部署に用いる。警視庁、東京消防庁、企業庁、教育庁など。
4. 日本以外の2.および3.の庁に相当する機関の和訳名称として用いられる。

## 「庁」の長
行政機関としての「庁」の長の呼称は、「長官」を用いるのが原則である。
日本の場合、法律で規定された一部の外局の長には国務大臣を充てることができるが、その場合も呼称は国務大臣と庁長官を併用する。そのような庁は大臣庁と呼ばれる。
また、大臣庁ではないが、内閣府の外局である金融庁、消費者庁及び子ども家庭庁においては、官僚である長官とは別に、事実上の上司として内閣府特命担当大臣が庁の事務を掌理している。
一方、復興庁及びデジタル庁の主任の大臣は内閣総理大臣であり、復興大臣及びデジタル大臣は総理大臣を助け、庁の事務を統括し、職員の服務について統督することが任務とされる。

## 日本の国家行政機関としての庁一覧
2025年2月1日時点。日本の行政機関#現行の行政機関の一覧参照。「○○地方△△庁」のように個別の庁が設置されるものは総体としての名称のみ記載。
| 庁名             | 上位組織   | 発足年   | 備考                                     |
| ---------------- | ---------- | -------- | ---------------------------------------- |
| デジタル庁       | 内閣       | 令和3年  |                                          |
| 復興庁           | 内閣       | 平成24年 |                                          |
| 宮内庁           | 内閣府     | 昭和24年 |                                          |
| 警察庁           | 内閣府     | 昭和29年 | 内閣府に属す国家公安委員会の特別の機関。 |
| 金融庁           | 内閣府     | 平成10年 | 平成12年、金融監督庁から改組。           |
| 消費者庁         | 内閣府     | 平成21年 |                                          |
| こども家庭庁     | 内閣府     | 令和5年  |                                          |
| 消防庁           | 総務省     | 昭和35年 |                                          |
| 検察庁           | 法務省     | 昭和22年 | 法務省の特別の機関。                     |
| 公安調査庁       | 法務省     | 昭和27年 |                                          |
| 出入国在留管理庁 | 法務省     | 平成31年 |                                          |
| 国税庁           | 財務省     | 昭和24年 |                                          |
| 文化庁           | 文部科学省 | 昭和43年 |                                          |
| スポーツ庁       | 文部科学省 | 平成27年 |                                          |
| 水産庁           | 農林水産省 | 昭和23年 |                                          |
| 林野庁           | 農林水産省 | 昭和24年 |                                          |
| 中小企業庁       | 経済産業省 | 昭和23年 |                                          |
| 特許庁           | 経済産業省 | 昭和24年 |                                          |
| 資源エネルギー庁 | 経済産業省 | 昭和48年 |                                          |
| 海上保安庁       | 国土交通省 | 昭和23年 |                                          |
| 気象庁           | 国土交通省 | 昭和31年 |                                          |
| 観光庁           | 国土交通省 | 平成20年 |                                          |
| 原子力規制庁     | 環境省     | 平成24年 | 環境省外局の原子力規制委員会の事務局。   |
| 防衛装備庁       | 防衛省     | 平成27年 |                                          |

## その他の庁
- 神社本庁（庁と付くが民間の宗教法人。かつて神道を国が管理していたことにちなむ。傘下には都道府県単位で「神社庁」がある）
- ローマ教皇庁
- 庁 (行政区画)